# Peter Baltes
Peter Baltes (4 de abril de 1958, Solingen, Renânia do Norte-Vestfália) é um baixista alemão, conhecido por tocar na banda Accept. Baltes gravou todos os discos do Accept como baixista e cantando em algumas canções. Também gravou com Don Dokken e John Norum.

## Reconhecimento
- Foi na posição nº1 na notação de melhor baixista da revista Burn Magazine de 1985.
- Foi  eleito o melhor baixista da Europa pela revista Metal Hammer em  1985.

## Discografia

### Accept
- Accept (1979)
- I'm a Rebel (1980)
- Breaker (1981)
- Restless and Wild (1982)
- Balls to the Wall (1983)
- Metal Heart (1985)
- Russian Roulette (1986)
- Eat the Heat (1989)
- Objection Overruled (1993)
- Death Row (1994)
- Predator (1996)
- Blood of the Nations (2010)
- Stalingrad (2012)
- Blind Rage (2014)
- The Rise of Chaos (2017)